# Clidemia trichotoma
Clidemia trichotoma är en tvåhjärtbladig växtart som beskrevs av Charles Wright och August Heinrich Rudolf Grisebach. Clidemia trichotoma ingår i släktet Clidemia och familjen Melastomataceae. Inga underarter finns listade i Catalogue of Life.